# Фольксваген-Арена
«Фольксваген-Арена» (нем. Volkswagen-Arena) — многоцелевой стадион в городе Вольфсбурге, Германия. В основном используется для футбольных матчей. Домашний стадион клуба «Вольфсбург». Из-за правил спонсорства УЕФА стадион носит название «ВфЛ Вольфсбург Арена» во время еврокубковых матчей.

## Описание
Стадион был построен в 2002 году на деньги Volkswagen AG и футбольного клуба «Вольфсбург». Последний сейчас является владельцем стадиона. Всего на постройку стадиона было потрачено 53 миллиона долларов. Фольксваген Арена представляет собой двухэтажный прямоугольный объем со скругленными углами. Снаружи стадион имеет металлические прямоугольные свесы, в то время, как трибуны стадиона накрыты полупрозрачными мембранами. Опорами для мембран служат 32 радиальные фермы, расположенные на высоте 33 метра.
- Трибуны. На стадионе могут разместится чуть больше чем 30 000 зрителей. При матчах Бундеслиги 8000 приходится стоять. При матчах Лиги Европы и Лиги чемпионов УЕФА добавляются 4000 мест, и 80 мест для инвалидов-колясочников с одним сопровождающим. Стадион занимает 30 место в рейтинге самых крупных стадионов Германии.
- Перекрытие. Зрительские трибуны сверху покрыты прозрачным перекрытием. Планируются работы по перекрытию всего стадиона.
- Ложи. Стадион имеет 32 ложи на 10 человек, 80 мест для почетных гостей и 1200 business seat (сиденья около средней линии).
- Покрытие. Поле повернуто приблизительно на 90 градусов к югу от севера. Газон на поле натуральный, но имеет функцию подогрева.

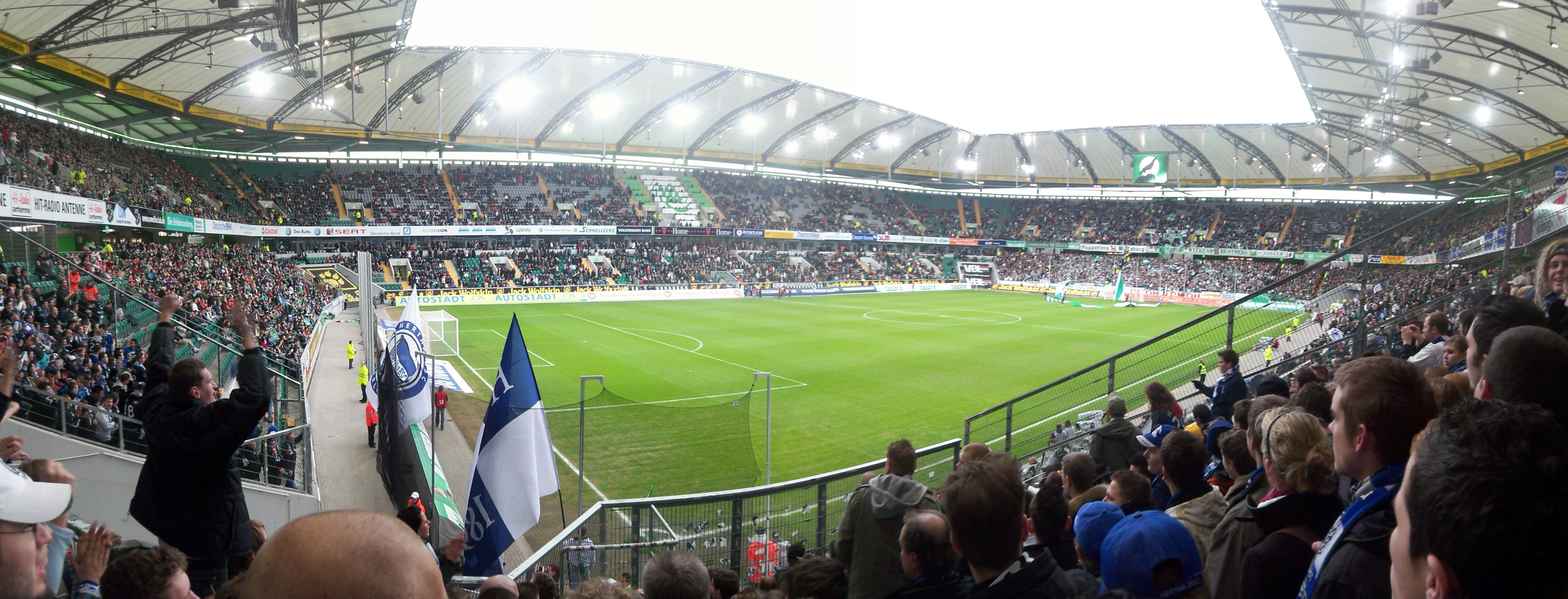
Панорамный снимок стадиона Volkswagen-Arena

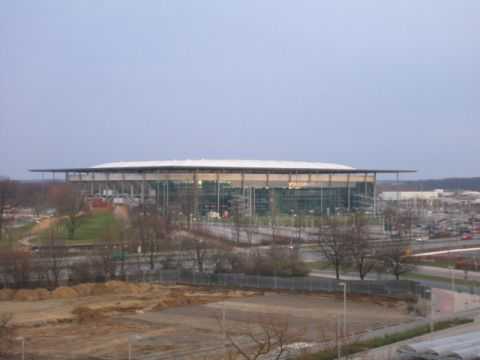
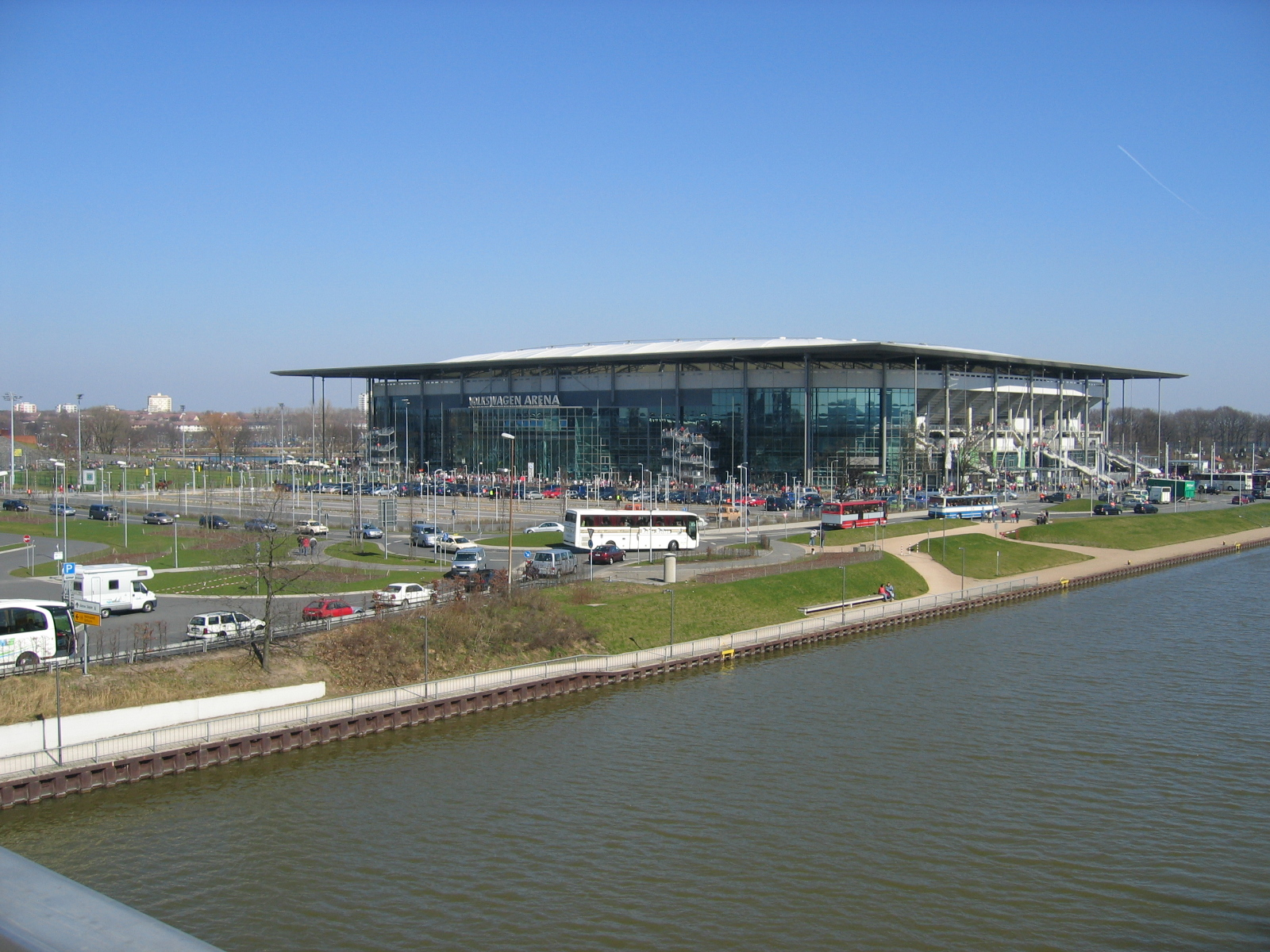

## Домашняя команда
Стадион является домашней ареной клуба «Вольфсбург». До открытия стадиона клуб базировался на VfL-Stadion AM Elsterweg. Первый матч на новой арене «Вольфсбург» провел со «Штутгартом» и проиграл 1:2.

## Международные соревнования
Первый и пока единственный матч мужской сборной Германии на «Фольксваген-Арене» прошёл 1 июня 2003 года, тогда сборная Германии встречалась со сборной Канады и выиграла 4:1. Ещё один международный матч на «Арене» прошёл 3 июня 2006 года в преддверии чемпионата мира 2006 в Германии, между сборными Польши и Хорватии (1:0).
В 2011 году на «Фольксваген-Арене» прошли некоторые матчи чемпионата мира по футболу среди женщин.

## Концерты
Всего на стадионе прошло три концерта.
- Герберт Грёнемайер — 2003
- Анастэйша — 2005
- Элтон Джон — 2006